# 2016年11月利比亚移民海难
2016年11月3日，大约有240人死于利比亚海岸两艘移民船倾覆事故。第一次事故有29人幸存下来，约有120人死亡。第二次事故中只有两人幸存下来，另有120人死亡。11月17日，一艘失去动力的船只在利比亚海岸被遗弃后沉没，另有一百人被认为在海上溺亡。二十七名幸存者已运往意大利。据估计，2016年4,700人死在横渡地中海的途中。